# Edmund Brisco Ford
Edmund Brisco Ford, detto Henry (Dalton-in-Furness, 23 aprile 1901 – Oxford, 21 gennaio 1988), è stato un genetista ecologico britannico.
È stato tra i principali biologi britannici che hanno studiato il ruolo della  selezione naturale in natura. Da studente, si appassionò ai lepidotteri - gruppo di insetti che include le farfalle e le falene. Si interessò successivamente alla genetica delle popolazioni, inventando il campo della genetica ecologica.
Fra i premi più prestigiosi ricevuti, c'è stata la Medaglia Darwin della Royal Society nel 1954 e il Premio Kalinga per la divulgazione scientifica dall'UNESCO nel 1968.

## Biografia
Ford nacque nel 1901 a Dalton-in-Furness, nella contea del Lancashire, in Inghilterra.  Frequentò il Wadham College dell'Università di Oxford, laureandosi in Zoologia nel 1924. Tra i suoi professori, ci fu Julian Huxley, da cui Ford trasse ispirazione per la sua carriera.
Ford fu assunto nel 1927 come Demonstrator in zoologia e nel 1933 come Lecturer (lettore) presso lo University College ad Oxford. Specializzatosi in genetica, fu chiamato nel 1939 a ricoprire l'incarico di Reader in genetica. Dal 1952 al 1969 diresse il laboratorio di genetica e dal 1963 al 1969 fu professore di genetica ecologica. Fu uno dei primi scienziati ad essere eletto Fellow (membro) dell'All Souls College dal diciassettesimo secolo.
Ford ebbe una lunga relazione di lavoro con Ronald Fisher. Per il tempo in cui Ford aveva sviluppato la sua definizione formale di polimorfismo genetico, Fisher aveva registrato alti valori di selezione in natura. Ford era stato impressionato dal fatto che il polimorfismo avesse celato le potenti forze della selezione (indicando i gruppi sanguigni umani come esempio). Come Fisher, partecipò al dibattito con Sewall Wright sulla reale portata della selezione naturale e della deriva genetica nell'evoluzione, ritenendo - Ford - che Wright ponesse un'enfasi eccessiva sulla deriva genetica. Fu come conseguenza dell'opera di Ford, oltre che della propria, che Dobzhansky modificò nella terza edizione del suo testo il rilievo attribuito alla deriva rispetto alla selezione.

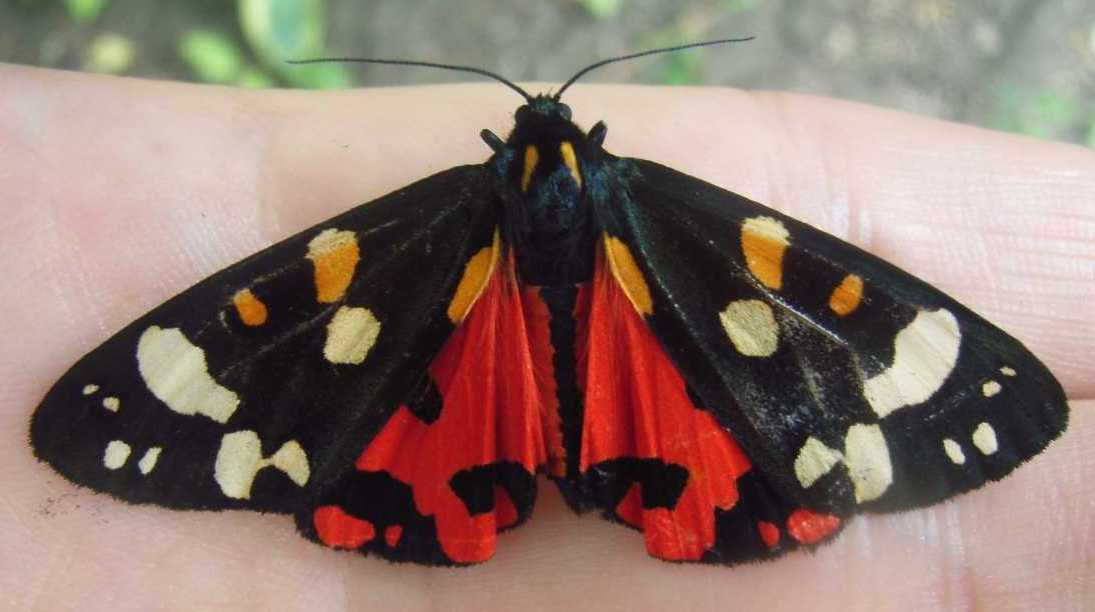
Ford ha studiato per molti anni il polimorfismo nella specie Callimorpha dominula (ritratta nella foto, con le ali spiegate, nella sua morfologia typica).
Il colore rosso delle ali posteriori, che si manifesta solo nel volo, avverte del sapore sgradevole dell'insetto. Le ali anteriori sono un utile camuffamento, coprendo quelle posteriori a riposo. Nell'immagine, la falena è poggiata su una mano, ma è in allerta ed ha aperto le ali anteriori come avvertimento.

Ford fu un naturalista sperimentale che voleva verificare l'evoluzione in natura. Inventò il campo di ricerca noto come genetica ecologica. I suoi studi sulle popolazioni selvatiche di farfalle e falene furono i primi a confermare le ipotesi di Ronald Fisher. Fu il primo a descrivere e definire il polimorfismo genetico e ipotizzò che il polimorfismo dei gruppi sanguigni nell'uomo potrebbe essere stato mantenuto perché assicurava una qualche protezione contro le malattie; ipotesi confermata sei anni dopo e ulteriormente rafforzata dalla valutazione del vantaggio dell'eterozigosi in uno studio sugli scambi AB x AB.
La sua pubblicazione più importante fu Ecological Genetics, che fu riedita quattro volte e raggiunge una grande influenza. Stabilì le basi per le ricerche successive in questo campo e fu invitato come consulente per attivare ricerche analoghe in diversi altri paesi. Tra le sue numerose pubblicazioni, il più popolare fu forse il primo libro della serie New Naturalist della allora Collins (oggi HarperCollins), Butterflies del 1945, sulle farfalle, cui ne seguì nel 1955 uno sulle falene, Moths.

### Ecologia genetica
E.B. Ford ha studiato per molti anni il polimorfismo genetico.  Il polimorfismo nelle popolazioni naturali è frequente; la caratteristica chiave è la coesistenza di due o più forme di una specie in equilibrio. La sua origine è la selezione naturale se la proporzione di ciascuna forma è superiore al tasso di mutazioni. Già nel 1930 Fisher aveva descritto il caso in cui, con alleli in una singola posizione, l'eterozigote sarebbe stato più frequente dei singoli omozigoti, situazione tipica che genera appunto un polimorfismo. La ricerca in merito richiede una sintesi tra osservazioni sul campo, tassonomia e genetica in laboratorio.

### Melanismo nellaBiston betularia
Ford era il supervisore di Bernard Kettlewell durante l'esperimento che questo condusse sull'evoluzione industriale e post-industriale della falena Biston betularia.
L'entomologo Michael Majerus nel suo libro Melanism: Evolution in Action segnalò alcuni errori compiuti da Kettlewell nel corso dell'esperimento. Il libro fu tuttavia travisato dai recensori ed utilizzato dai creazionisti a supporto delle proprie critiche alla teoria dell'evoluzione. Judith Hooper nel suo libro Of Moths and Men (2002) diede una lettura critica della supervisione e del rapporto di Ford con Kettlewell ed accusò il suo lavoro di incompetenza, se non frode. Studi attenti dei manoscritti di Kettlewell condotti da Rudge (2005) e Young (2004) escludono il tentativo di frode ed anzi rimarcano come la stessa ipotesi della Hooper fosse stata espressa sostanzialmente senza elementi che la supportassero. Anche Majerus descrisse Of Moths and Men come «disseminato di errori, travisamenti, interpretazioni errate e falsità» e concluse:
Critico nei confronti di Ford fu anche J.B.S. Haldane, che nel 1924 aveva ipotizzato che le variazioni nella popolazione di B. betularia fossero ascrivibili alla genetica mendeliana classica e ritenne che Ford e Kettlewell stessero cercando di giovarsi dei risultati ottenuti, a suo dire prossimi a quelli che lui aveva previsto, per supportare invece l'evoluzione adattativa.

### Vita privata
Ford non si è mai sposato, né ha avuto figli. Era considerato decisamente eccentrico. Le informazioni sulla sua vita privata sono scarse e provengono da osservazioni sparse dei suoi colleghi. Si oppose all'ingresso delle donne quali membri dell'All Souls College. Miriam Rothschild, zoologa eccezionale, fu una delle poche donne con le quali Ford era in buoni rapporti e con la quale svolse attività di supporto alla campagna per la depenalizzazione dell'omosessualità nel Regno Unito.
Ford strinse un buon rapporto anche con Theodosius Dobzhansky, col quale scambiò lettere e visite. Dobzhansky svolse studi innovativi di genetica ecologica sulle specie di Drosophila.
Le fonti sulla sua vita sono poche, tra di esse una biografia redatta dopo la sua morte e pubblicata dalla Royal Society

## Opere
- E.B. Ford, Mendelism and evolution, 8ª ed., Londra, Methuen, 1965  [1931].
- G. D. Hale Carpenter, E.B. Ford, Mimicry, Londra, Methuen, 1933.
- E.B. Ford, The study of heredity, 2ª ed., Londra, Butterworth, 1950  [1938]. La seconda edizione è stata edita dalla Oxford University Press.
- E.B. Ford, Polymorphism and taxonomy, in J. Huxley (a cura di), The new systematics, Oxford University Press., 1940.
- E.B. Ford, Genetics for medical students, 7ª ed., Londra, Chapman and Hall, 1973  [1942].
- E.B. Ford, Butterflies. New Naturalist #1, 3ª ed., Londra, Collins, 1977  [1945].
- E.B. Ford, British butterflies, Londra, Penguin Books, 1951.
- E.B. Ford, Moths New Naturalist #30, 3ª ed., Londra, HarperCollins, 1972  [1954].
- E.B. Ford, Ecological genetics, 4ª ed., Londra, Chapman and Hall, 1975  [1964].
- E.B. Ford, Genetic polymorphism, Londra, All Souls Studies, Faber & Faber, 1965.
- E.B. Ford, Genetics and adaptation, Londra, Institute of Biology studies, Edward Arnold, 1976.
- E.B. Ford, Understanding genetics, Londra, Faber and Faber, 1979.
- E.B. Ford, Some recollections pertaining to the evolutionary synthesis, in E. Mayr e W.B. Provine (a cura di), The evolutionary synthesis: perspectives on the unification of biology, Harvard University Press, 1998  [1980], ISBN 9780674272262.
- E.B. Ford, Taking genetics into the countryside, Londra, Weidenfeld & Nicolson, 1981.
- E.B. Ford, J.S. Haywood, Church treasures of the Oxford district, Gloucester, Alan Sutton, 1984.